# Kyle Harper
Kyle Harper (29 december 1979) is Amerikaanse oudheidkundige. Hij verwierf internationale bekendheid met zijn boek The Fate of Rome waarin hij de ondergang van het Romeinse Rijk aan een veranderend klimaat en pandemieën linkt.

## Biografie
Kyle Harper behaalde in 2001 een bachelor of Arts 'summa cum laude' in de letteren aan de universiteit van Oklahoma. Vervolgens behaalde hij in 2003 een master of Arts in geschiedenis aan de Harvard-universiteit. In 2007 werd hij er doctor of Philosophy. Van 2007 tot 2012 was Harper docent en van 2012 tot 2014 hoofddocent 'Classics & Lettres' aan de universiteit van Oklahoma. In 2014 werd hij er professor Classics & Letters.
Harper trouwde in 2007 en heeft twee kinderen. Hij woont in Norman in Oklahoma.
Sinds 2015 is Harper 'Senior Vice President and Provost' van de universiteit van Oklahoma.
Naar aanleiding van de coronapandemie schreef Harper in maart 2020 een artikel voor het tijdschrift Time waarin hij de vatbaarheid voor virussen bij de mens en de mensaap, die vergelijkbare immuunsystemen hebben, vergelijkt. Volgens Harper hebben mensapen minder last van virussen omdat ze in kleinere groepen leven. Harper schrijft aan een nieuw boek over infectieziekten.

### Slavery in the Late Roman World, AD 275-425
In Slavery in the Late Roman World, AD 275-425 bestudeert Harper de slavernij op het einde van het Romeinse Rijk. In tegenstelling tot de gangbare opvatting beweert Harper dat op het einde van het Romeinse Rijk de slavernij nog even wijdverbreid was als tevoren. Volgens Harper is er geen sprake van een transitieperiode tussen het Romeinse Rijk en de middeleeuwen maar van een diepe kloof. Het christendom zegevierde midden in een onvervalste slavenmaatschappij.

### From Shame to Sin
In From Shame to Sin: The Christian Transformation of Sexual Morality in Late Antiquity beschrijft Harper de overgang van een vrije seksuele beleving in het polytheïstische Romeinse Rijk naar een gereglementeerde seksualiteit in het christelijke Romeinse Rijk. Een evolutie van een door het sociaal concept schaamte begrensde seksualiteit naar een door van bovenaf opgelegde regels begrensde seksualiteit.

### The Fate of Rome
In The Fate of Rome: Climate, Disease, and the End of an Empire gebruikt Harper nieuwe wetenschappelijke informatie om de ondergang van het Romeinse Rijk vanuit een nieuw perspectief te bekijken. Klimaatverandering en pandemieën speelden volgens hem een belangrijke rol.
| Jaar | Titel                                                                                | Uitgeverij                 | ISBN          | genre        | Opmerkingen |
| ---- | ------------------------------------------------------------------------------------ | -------------------------- | ------------- | ------------ | ----------- |
| 2011 | Slavery in the Late Roman World, AD 275-425                                          | Cambridge University Press | 9781107640818 | geschiedenis | Engels      |
| 2016 | From Shame to Sin: The Christian Transformation of Sexual Morality in Late Antiquity | Harvard University Press   | 9780674660014 | geschiedenis | Engels      |
| 2017 | The Fate of Rome: Climate, Disease, and the End of an Empire                         | Princeton University Press | 9780691166834 | geschiedenis | Engels      |
| 2021 | Plagues upon the Earth: Disease and the Course of Human History                      | Princeton University Press | 9780691192123 | geschiedenis | Engels      |

## Erkenning
Harper ontving voor zijn boek Slavery in the Late Roman World, AD 275-425 (Cambridge University Press, 2011) de 'James Henry Breasted'-prijs van de American Historical Association en de 'Outstanding Publication'-onderscheiding van de 'Classical Association of the Middle West and South'.
The Fate of Rome werd door de boekenbijlage van de The Times in 2017 tot boek van het jaar verkozen. Het kreeg een eervolle vermelding van de 'Association of American Publishers' in 2018.